# Sejsza
Sejsza – swobodna fala stojąca, powstająca w zamkniętych zatokach, morzach i jeziorach pod wpływem wyraźnego zaburzenia równowagi wody (w jednej części zbiornika poziom wody podnosi się, a w drugiej jednocześnie opada).
Termin został zaproponowany przez szwajcarskiego hydrologa François-Alphonse’a Forela w roku 1890, który zaobserwował zjawisko na Jeziorze Genewskim w Szwajcarii. Nazwa pochodzi od „poruszać się w tę i z powrotem” (w szwajcarskim dialekcie języka francuskiego).

## Przyczyny powstawania
Sejsze mogą być spowodowane wieloma czynnikami. Wywołane są gwałtownymi zmianami ciśnienia atmosferycznego nad zbiornikami wód lub w ich pobliżu, dużymi opadami deszczu w jednej części zbiornika lub gwałtownymi zmianami kierunku wiatru, aktywnością sejsmiczną. W niewielkich zbiornikach wodnych może je powodować ruch statków.
Woda na akwenie wraca do równowagi dzięki sile grawitacji po ustąpieniu warunków wymuszających oscylacje. W wyniku oporów falowanie zanika.

## Okres drgań
Naturalny okres drgań fali dla prostopadłościennego zbiornika wynosi:
{\displaystyle T={\frac {2L}{\sqrt {gd}}},}
gdzie:
- {\displaystyle T} – okres w sekundach,
- {\displaystyle L} – długość zbiornika w metrach,
- {\displaystyle d} – średnia głębokość w metrach,
- {\displaystyle g} – przyspieszenie ziemskie.

Są też obserwowane wyższe harmoniczne z okresem {\displaystyle T/n} gdzie {\displaystyle n} jest liczbą naturalną, {\displaystyle n\geqslant 2}

## Sejsze na świecie
Wszystkie większe jeziora mają małe ruchy sejszowe. Ruchy te często powstają pomiędzy zimnymi i ciepłymi warstwami jeziora. Na wspomnianym już Jeziorze Genewskim amplituda sejszy może osiągać 20 cm na wysokości Morges i około 40 cm w rejonie Genewy. Sejsze są obserwowane również np. na jeziorze Loch Ness w Szkocji. W Stanach Zjednoczonych na Wielkich Jeziorach ruch sejszowy nazywany jest „sloshing” („poruszać się w tę i z powrotem”). Typowe ruchy sejszowe powierzchni wody mają amplitudę kilku centymetrów. Morze Północne ma często ruchy sejszowe o okresie 36 godzin.
Sejsze jeziorne mogą powstawać bardzo szybko. Np. 13 czerwca 1995 na Jeziorze Górnym w kompleksie Wielkich Jezior sejsze miały amplitudę około 1,2 metra i powstały przez 15 minut. Na jeziorze Michigan w USA zaobserwowano 3-metrowe sejsze 26 czerwca 1954 roku.
Na Bałtyku sejsze osiągają wysokość kilkunastu centymetrów.